# 伊達政宗
伊達 政宗（だて／いだて まさむね）は、出羽国（山形県）と陸奥国（宮城県・福島県）の武将・戦国大名。伊達氏の第17代当主。近世大名としては、仙台藩（宮城県・岩手県南部）の初代藩主である。

## 生涯

小室達作（第2代）伊達政宗騎馬像（仙台市・仙台城本丸、2004年10月撮影）

### 出生から初陣まで
永禄10年8月3日（1567年9月5日）、出羽国館山城で、伊達氏第16代当主・伊達輝宗（てるむね）と、正室である最上義守の娘・義姫（最上義光の妹）の嫡男として生まれた。幼名は御幣（梵天丸）。生誕地は通説では館山城であるが米沢城とする学説もある。
幼いころ疱瘡（天然痘）を患い、右目を失い隻眼となる。
天正5年（1577年）11月15日、元服して伊達藤次郎政宗と名付けられる。諱の「政宗」は父・輝宗が伊達家中興の祖といわれる室町時代の第9代当主・大膳大夫政宗にあやかって名づけたもので、この大膳大夫政宗と区別するため藤次郎政宗と呼ぶことも多い。梵天丸はこの諱を固辞したが、父・輝宗より強いて命ぜられた。史料上にも正宗と書かれたものがいくつかあるが、これは誤記や区別のための書き違えである。伊達家はそれまで足利将軍からの一字拝領を慣習としてきたが、政宗の元服に際しては、当時織田信長によって京より追放されていた足利義昭からの一字拝領を求めなかった。
天正7年（1579年）10月、仙道の三春城主・田村清顕より婚儀の相談があり、御入輿の日取り、路次警固等合い調う。その冬、政宗が13歳のとき、清顕の娘、当時11歳の愛姫（めごひめ）（伊達政宗と同じく伊達稙宗を曽祖父にもつ）を正室に迎える。伊達郡梁川城で輿の引継ぎが行われ、伊達成実・遠藤基信らに守られて、雪深い板谷峠を避け、小坂峠・七ヶ宿・二井宿峠を経て、米沢城に入輿した。
天正9年（1581年）5月上旬、隣接する戦国大名・相馬氏との合戦で伊具郡に出陣、初陣を飾る。また、この頃から輝宗の代理として田村氏や蘆名氏との外交を担当しており、蘆名盛隆が対相馬氏戦で援軍を送ったのは政宗の働きかけによるものである。

### 家督相続から摺上原の戦いまで

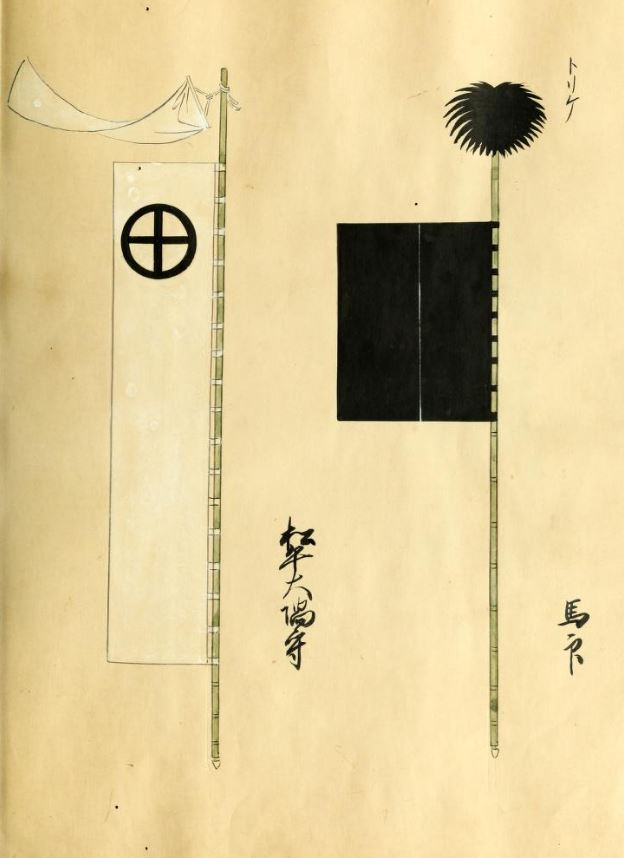
伊達政宗の馬印（右）

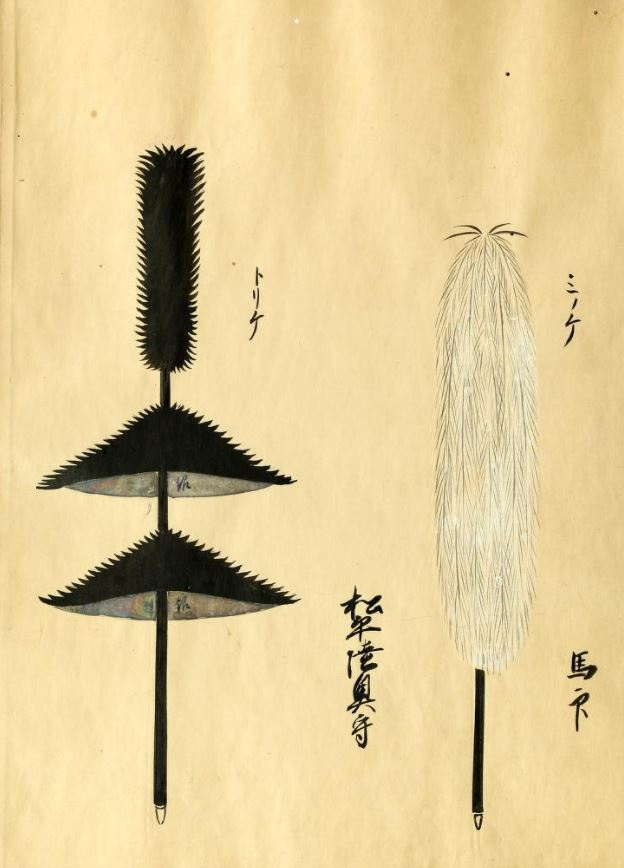
伊達政宗の馬印（左）

天正12年（1584年）10月、父・輝宗の隠居にともない家督を相続し、伊達家第17代当主となり、父と同じく米沢城を本拠とする。この時、政宗は若年を理由に辞退を申し出たが、一門・重臣の勧めを受けて家督を譲り受けている。なお、仙台藩の公式記録である『伊達治家記録』では、家督相続を10月6日から22日の間の出来事と記し、これについては現存史料でも輝宗の当主としての発給文書の終見が10月5日付 で、政宗の当主としての発給文書の初見が10月23日付のうえ、輝宗隠居の知らせを聞いた石川昭光（輝宗の実弟）からの問い合わせに対する回答と伝えられている。2023年に入り、山形大学名誉教授の松尾剛次は最上義光宛の天正12年某月12日付書状の内容を再検討した結果、家督相続は10月12日、あるいは少なくとも10月12日までのことであるとした。松尾によれば典拠として、当主の専決事項である軍事指揮権を行使した言及があることや書状の文末に天童氏との戦いに触れた部分があることを挙げ、また当該書状は花押が家督相続前のものであることや「家督を継いでいない」と読み取れる部分があること、白鳥長久の殺害に関する言及があることから、これまでは6月12日付のものと考えられていたとした。
この当主交代について、小林清治は10月6日に会津の蘆名盛隆が家臣に暗殺されたことを受けて、輝宗がかつて蘆名盛氏（盛隆の養父）に対して自分の次男（小次郎）が成長したら盛氏の養子にする案を示した書状 を交わしていた事を理由に、9月に生まれたばかりの盛隆の遺児蘆名亀王丸（亀若。小林は「亀若丸」とする。母は輝宗の妹・彦姫であり輝宗の実の甥）ではなく、実子の小次郎を蘆名氏の当主に送り込もうと計画した。しかし、常陸の佐竹義重がこれに反対して、蘆名家中に対して亀王丸の家督相続を支持する書状を送ったために小次郎の入嗣計画が失敗し、それが引き金になって輝宗の隠居および政宗による蘆名氏との同盟破棄に繋がったと唱えている。これに対して、垣内和孝は政宗は家督継承直後は蘆名氏との関係を修復する意向を持っていたとして、輝宗の隠居は蘆名氏の家督問題そのものよりも隣国の当主の不慮の死とそれに伴う混乱を見て、こうした危機を回避するために自分が健在のうちに次の当主への交代を決めたとしている。
小浜城主・大内定綱は二本松城主・畠山義継と手を組み、田村氏の支配から離脱していた。大内氏は蘆名氏の支援を求め、田村氏は伊達氏の支援を求める事になった。
こうした状況を受けて、蘆名盛隆と畠山義継は輝宗父子に対して田村氏と大内氏の和睦を持ちかけていた。一方、家督継承前から蘆名氏との外交に関わってきた輝宗も蘆名氏や岩城氏と田村氏の和睦の仲介にあたろうとしていた。しかし、前者は田村氏の婿である政宗が拒否し、後者は盛隆没後の蘆名氏が受け入れるところとならなかった。伊達氏・田村氏と蘆名氏・大内氏の和睦の不成立は、長く続いた伊達氏と蘆名氏の同盟が幕を閉じることになる。
天正13年（1585年）5月に蘆名領檜原を攻めると、8月には大内領小手森城へ兵を進め、近隣諸国への見せしめとして撫で斬りを行い、城中の者を皆殺しにしている。大内定綱の没落を間近で見た義継は10月、和議を申し出、輝宗の取りなしにより五ヶ村のみを二本松領として安堵される事になった。ところが輝宗は、天正13年10月8日（1585年11月29日）、所領安堵の件などの礼に来ていた義継の見送りに出た所を拉致される。当時鷹狩りに出かけていた政宗は、急遽戻って義継を追跡し、鉄砲を放って輝宗もろとも一人も残さず殺害した。この事件については、鷹狩中の手勢がなぜか鉄砲で武装していたことを根拠に、政宗による父殺しの陰謀と見る説もある。
その後、初七日法要を済ますと、輝宗の弔い合戦と称して二本松城を包囲。11月17日、二本松城救援のため集結した佐竹氏率いる約3万の南奥州諸侯連合軍と安達郡人取橋で激突した。数に劣る伊達軍は潰走し、政宗自身も矢玉を浴びるなど危機的状況に陥ったが、殿軍を務めた老臣・鬼庭左月斎の防戦によって退却に成功し、翌日の佐竹軍の撤兵により窮地を脱した（人取橋の戦い）。
なお、この年の3月、正親町天皇は織田信長の比叡山焼き討ちによって焼失した延暦寺の根本中堂などの再建への助力のために政宗に対し、献金と引換に美作守への叙任を打診した。しかし、政宗は周辺情勢の緊迫化によって助力が困難である事から、同年閏8月に政宗は会見した青蓮院の使者に対して美作守の辞退を正式に通知している（もっとも、稙宗以来歴代当主が左京大夫を称してきた伊達氏としては美作守は格下扱いと考えた可能性はある）。ところが、この時の綸旨と口宣案はこの件を仲介しようとしていた青蓮院で宙に浮いてしまい、政宗の死から80年以上経った享保7年（1722年）になって青蓮院から仙台藩主伊達吉村に引き渡されたため、この叙任が『治家記録』などの後世の史料に史実として記載されている（享保当時の伊達家にも青蓮院にも、天皇の綸旨を政宗が辞退することは考えられず、戦乱のために伝達できなかったと誤認したとみられる）。
天正14年（1586年）4月、政宗は自ら出馬して二本松城を包囲、畠山氏は当主・国王丸を立てて必死に抵抗する。7月、相馬義胤の仲介で伊達氏と蘆名氏の間で和議が結ばれ、国王丸は二本松城を明け渡して会津の蘆名氏のもとに亡命する事となった。これによって二本松畠山氏は事実上滅亡した。その後、政宗は佐竹氏やほかの南奥州諸侯との和議を進め、一旦は平和を回復した。ところが、11月に蘆名亀若丸がわずか3歳で急死すると、佐竹義重は自分の子である義広を蘆名氏の当主に擁立した。しかし、義重は事前に白河結城氏・岩城氏などに義広の擁立に関する同意を取りつける一方で、弟の小次郎を擁するとみられた政宗には何ら通告を行わなかった。これを佐竹氏による伊達氏排除の意思とみた政宗は佐竹氏との全面対決を決意する事になった。
天正15年（1587年）12月、関白・豊臣秀吉は関東・奥羽の諸大名、特に関東の北条氏と奥州の伊達氏に対して、惣無事令（私戦禁止令）を発令した。しかし、政宗は秀吉の命令を無視して戦争を続行した。
天正16年（1588年）2月、北方の大崎氏家中の内紛に介入して兵1万を侵攻させたが、黒川晴氏の離反と大崎方の抵抗に遭い敗北した。さらに政宗への反感を強めていた伯父・最上義光が義光の義兄・大崎側に立って参戦し、伊達領各地を最上勢に攻め落とされた（大崎合戦）。時を同じくして、大崎合戦に乗じて伊達領南部に蘆名氏・相馬氏が侵攻して苗代田城を落とされてしまう（郡山合戦）。しかし、南方戦線において伊達成実による大内定綱の調略が成功、北方戦線では5月に最上氏との間に割って入った母・義姫の懇願により停戦し、体勢の立て直しが行われた。7月、最上氏および蘆名氏と和議が成立して窮地を脱し、愛姫の実家・田村氏領の確保に成功した（田村仕置）。9月、金山宗洗を通じて豊臣秀吉へ恭順を示し、秀吉は天正17年前半の上洛を求めた。
天正17年（1589年）2月26日、政宗は落馬で左足を骨折して療養に入る。その隙をついて4月になると岩城常隆が田村領に侵攻を開始し、相馬義胤も呼応した。怪我を治した政宗は5月になって漸く出陣するが、蘆名方の片平親綱（大内定綱の弟）が政宗に帰順したと知ると、方向を一転して会津方向に向かう事になる。5月から6月にかけて会津の蘆名義広と争い、磐梯山麓の摺上原で破った（摺上原の戦い）。敗れた義広は黒川城を放棄して実家の佐竹家に逃れ、ここに戦国大名としての蘆名氏は滅亡した。この頃になると惣無事令を遵守して奥州への介入に及び腰になっていた佐竹氏側から結城義親・石川昭光・岩城常隆らが次々と伊達方に転じて政宗に服属し、なおも抵抗を続けていた二階堂氏などは政宗により滅ぼされた。政宗は、同年米沢城から黒川城へ本拠を移した。秀吉は恭順と惣無事を反故にされた形となり、会津から撤退しない場合は奥羽へ出兵する事を明らかにした。
この時、政宗は現在の福島県の中通り地方と会津地方、および山形県の置賜地方、宮城県の南部を領し全国的にも屈指の領国規模を築いた。これに加え上述の白河結城氏ら南陸奥の諸豪族や、また現在の宮城県北部や岩手県の一部を支配していた大崎氏・葛西氏も政宗の勢力下にあった。

### 小田原合戦と豊臣政権下
天正17年11月、後北条氏が真田領へ侵攻した事により、豊臣氏により征伐が行われる事になった。政宗は父・輝宗の時代から後北条氏と同盟関係にあったため、秀吉と戦うべきか小田原に参陣すべきか、直前まで迷っていたという。
秀吉の小田原攻囲（小田原征伐）中である天正18年（1590年）5月に、豊臣配下浅野長政から小田原参陣を催促され、政宗は5月9日に会津を出立すると米沢・小国を経て同盟国上杉景勝の所領である越後国・信濃国、甲斐国を経由して小田原に至った。秀吉の兵動員数を考慮した政宗は秀吉に服属し、秀吉は会津領を没収したものの、伊達家の本領72万石を安堵した。この時、遅参の詰問に来た前田利家らに千利休の茶の指導を受けたいと申し出、秀吉らを感嘆させたという。この行為は秀吉の派手好みの性格を知っての行いと伝えられている。政宗が秀吉に服属してほどなく、北条氏政・氏直親子は秀吉に降伏し、秀吉は宇都宮城で奥州仕置（宇都宮仕置）を行った。ここに秀吉の日本統一が達成されたが、政宗は会津領などを失い陸奥出羽のうち13郡、およそ72万石に減封されている。これにより、本拠を黒川城から米沢城へ戻している。また、この宇都宮の地において宗家筋にあたる中村時長に接見したとされている。
翌天正19年（1591年）には蒲生氏郷とともに葛西大崎一揆を平定するが、政宗自身が一揆を煽動していたことが露見する。これは氏郷が「政宗が書いた」とされる一揆勢宛の書状を入手したことに端を発する。また、京都では政宗から京都に人質として差出した夫人は偽者である、一揆勢が立て篭もる城には政宗の幟や旗が立てられているなどの噂が立ち、秀吉の耳にも届いていた。喚問された政宗は上洛し、一揆扇動の書状は偽物である旨を秀吉に弁明し許されるが、本拠地であった長井・信夫・伊達を含む6郡の代わりに一揆で荒廃した葛西・大崎13郡を与えられ、米沢城72万石から58万石へ減転封された。これにより、大崎氏の本拠だった岩出沢城を大改修し、岩出山城と改名して米沢城から本拠を移した。
この頃、秀吉から羽柴の名字を与えられて侍従に任官したことで、本拠の岩出山城が大崎氏本拠であった事から、政宗は「羽柴大崎侍従」と呼ばれた。
文禄2年（1593年）、秀吉の文禄の役に従軍。従軍時に政宗が伊達家の部隊にあつらえさせた戦装束は非常に絢爛豪華なもので、上洛の道中において巷間の噂となった。3千人もしくは1,500人の軍勢であったとの記録がある。他の軍勢が通過する際、静かに見守っていた京都の住民も伊達勢の軍装の見事さに歓声を上げたという。これ以来、派手な装いを好み着こなす人を指して「伊達者（だてもの）」と呼ぶようになったと伝えられる。朝鮮半島では明との和平交渉中の日本軍による朝鮮南部沿岸の築城に際して、普請を免除されていたにもかかわらず秀吉からの兵糧の支給を断って積極的に参加するなどして活躍した。慶長の役には参加していない。
文禄4年（1595年）、秀吉から謀反の疑いをかけられた関白・豊臣秀次が切腹した。秀次と親しかった政宗の周辺は緊迫した状況となり、この時母方の従姉妹にあたる最上義光の娘・駒姫は、秀次の側室になるために上京したばかりであったが、秀次の妻子らと共に処刑されてしまう。政宗も秀吉から謀反への関与を疑われ、伊予国への減転封を命じられそうになったが、湯目景康・中島宗求の直訴の甲斐もあって最終的には赦免された。ただし、在京の重臣19名の連署で、政宗が叛意を疑われた場合には直ちに隠居させ、家督を兵五郎（秀宗）に継がせる旨の誓約をさせられている。
秀吉の死後、政宗と五大老・徳川家康は天下人であった秀吉の遺言を破り、慶長4年（1599年）、政宗の長女・五郎八姫と家康の六男・松平忠輝を婚約させた。
伝存の基本史料を典拠とする限り、家康と政宗をはじめとする諸大名の縁辺は、法度違反の私婚として、その是非を論ずる事はできないとする説もある。この問題の決着が罰則なしの和解になったことも、亡き秀吉に代わる御意の存在を明らかにできないなど法の整備がされておらず、厳密に運用できなかったためである。家康の縁辺問題を違法な私婚とみなす通説は、一方的で客観性に欠ける。

### 関ヶ原の戦いと最上陣
豊臣秀吉死後の慶長5年（1600年）、家康が会津の上杉景勝討伐の軍を発するとこれに従い、7月25日には登坂勝乃が守る白石城を奪還した。家康が畿内を離れた隙をついて五奉行の石田三成らが毛利輝元を総大将として家康に対して挙兵したため、下野国小山（現・栃木県）まで北上していた家康は西へ引き返す。翌月、家康は政宗に対して、岩出山転封時に没収され、この時点では上杉領となっていた旧領6郡49万石の領土の自力回復を許す旨の書状（「百万石のお墨付き」仙台市博物館・蔵）を送っている。これは政宗が南部利直領の和賀・稗貫・閉伊への侵攻許可を得るため、南部氏が西軍に通じているとしきりに家康に訴えていた事から、お墨付きを与える事で政宗が対上杉戦に集中するよう仕向けたものであった。
同年9月、関ヶ原の戦いが勃発。西軍の上杉家重臣・直江兼続が指揮を執る軍が東軍の最上氏の領内に侵入すると（慶長出羽合戦）、東軍に属した政宗は、最上氏からの救援要請を受けて叔父・留守政景が指揮する3千の兵を派遣し、9月25日には茂庭綱元が上杉領の刈田郡湯原城を攻略した。
関ヶ原の戦いが徳川方の勝利に終わり、直江兼続もまた最上義光に敗れて米沢に逃げ帰ると、政宗は自ら兵を率いて伊達・信夫郡奪還のため国見峠を越えて南進し、10月6日に福島城主・本庄繁長の軍勢と衝突する。宮代表の野戦では威力偵察に出た大宝寺義勝（繁長の子）が指揮を執る上杉軍を破ったものの、続く福島城包囲戦では繁長の堅い守りに阻まれて攻城に失敗、さらに上杉軍の別働隊に補給線を断たれたため、翌日には北目城へと撤退した（後世の軍記物に見えるいわゆる松川の戦いのモデル）。
この後、翌年春頃まで幾度か福島城攻略のために出兵したが、結局は緒戦の失敗を取り戻せず、旧領6郡のうち奪還できたのは陸奥国刈田郡2万石のみであった。加えて、政宗が南部領内で発生した和賀忠親による一揆を煽動し、白石宗直らに命じて忠親を支援するため南部領に4千の兵を侵攻させていた事が発覚した（岩崎一揆）。この一件は最終的には不問に付されたものの、政宗が希望した恩賞の追加は尽く却下され、領地は60万石となった（のちに近江国と常陸国に小領土の飛地2万石の加増で62万石となる）。

### 仙台開府と慶長遣欧使節

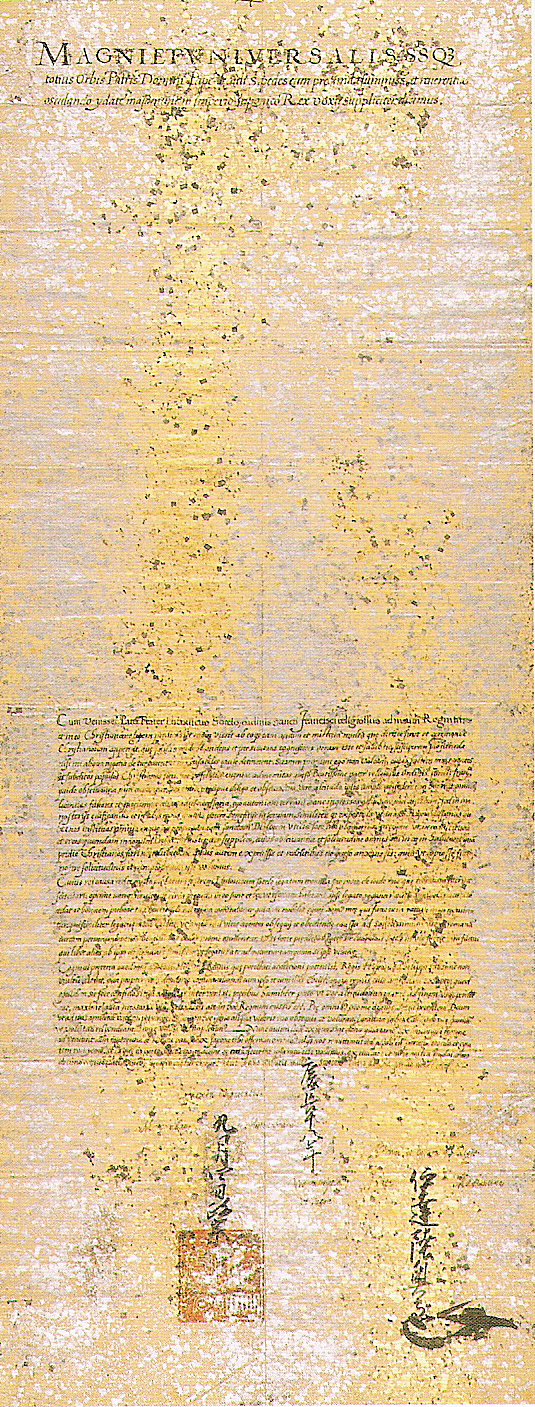
伊達政宗からローマ教皇に宛てられた書簡

関ヶ原の戦いの後、徳川家康の許可を得た政宗は慶長6年（1601年）、居城を仙台に移し、城と城下町の建設を始めた。ここに伊達政宗を藩祖とする仙台藩が誕生した。伊達家の石高62万石は加賀藩前田家（102万石）・越後福嶋（のち高田）藩越後少将家（75万石）・福井藩・越前松平家（67万石）・大坂の豊臣宗家（65万石）に次ぐ全国第5位であった（61万石の島津氏が琉球王国を支配下に置き、大坂夏の陣、豊臣滅亡後の松平忠輝改易、1623年の松平忠直失脚による福井藩再編後は加賀・薩摩に次ぎ全国3位となった）。徳川幕府からは松平の名字を与えられ「松平陸奥守」を称した。
仙台城は山城で天然の地形を利用した防御であるものの、仙台の城下町は全面的な開発であるため、のべ100万人を動員した大工事となった。藩内の統治には48ヶ所の館を置き家臣を配置した。
政宗は仙台藩とスペイン帝国（スペイン王国・ポルトガル王国同君連合）との通商（太平洋貿易）を企図し、慶長18年（1613年）、仙台領内において、スペイン国王フェリペ3世の使節セバスティアン・ビスカイノの協力によって軍艦サン・ファン・バウティスタ号（ガレオン船）を建造した。政宗は日本全国の大名の中なかでただ一人だけ徳川家康から日本の外交権を借りる承認を得ると、豊臣秀吉の文禄・慶長の役で活躍した家臣・支倉常長とフランシスコ会の宣教師・ルイス・ソテロを外交使節に任命し、使節団一行180余人をカトリック教会の盟主であるフェリペ3世の植民地の一つであるメキシコ（ヌエバ・エスパーニャ）、スペインおよびローマ教皇パウルス5世のローマへ派遣した（慶長遣欧使節）。日本人がヨーロッパへ政治外交使節を派遣したのはこれが史上初であった。また、日本人で太平洋と大西洋を横断した人物は支倉常長が日本史上初であった。
慶長8年（1603年）以降は幕臣との交際が多くなる。幕臣への接近は情報収集の一端であり、さまざまな贈答品に心を砕いたり、酒宴・歌会・茶会・能見物等に懸命であったりした。
また、慶長12年（1607年）、家康の五女・市姫と政宗の嫡男・伊達忠宗が婚約した。しかし、慶長15年（1610年）に市姫が夭折したため、家康の外孫（池田輝政の次女で、母は家康の次女・督姫）である振姫と忠宗を婚約させている。
慶長18年（1613年）に高田城の普請のために越後国にいた政宗から愛姫に送った書状には、春秋の季節感や天然自然の草木、花鳥風月について、仏教の無常感を土台に語りかけている。『枕草子』や『徒然草』が引用され、『源氏物語』の「花宴」の一句で締めくくるなど、その文言は高尚である。夫婦仲が疎遠どころか、複雑な心象を伝える間柄であったことが分かる。

### 大坂の陣
慶長19年（1614年）の大坂冬の陣（大坂の役）では大和口方面軍として布陣した。和議成立後、伊達軍は外堀埋め立て工事の任にあたる。その年の12月、将軍秀忠より伊予国宇和郡に領地を賜り、後に庶長子の秀宗による宇和島藩の立藩となった。翌年、慶長20年（1615年）の大坂夏の陣では、道明寺の戦いで後藤基次らと戦った。基次は伊達家家中・片倉重長の攻撃を受けて負傷し自刃したといわれる。道明寺口の要衝小松山に布陣をする後藤隊を壊滅させた大和方面軍は誉田村に兵を進めるが、ここで伊達隊は真田信繁（幸村）の反撃を受けて後退を余儀なくされた。これに対し先鋒大将の水野勝成は、政宗に真田隊への再攻撃を再三に渡り要請するが、政宗は弾薬の不足や兵の負傷などを理由にこれを尽く拒否し、最後は政宗自ら勝成の陣に赴き要請を断った。このため信繁は悠々と大坂城に引き返した。『北川覚書』によれば、信繁は「関東勢百万と候えど、漢たるは一人も無きに見えにし候」（「関東武者は100万あっても、男と呼べる者は誰一人としていない」）と嘲笑したという。
なお、誉田村での戦闘中に政宗勢は水野家家中3人を味方討ちにし、水野家の馬を奪っているが、勝成は政宗の軍勢を待ち伏せにし兵を斬り殺して馬を奪い返した。しかし、これに政宗が異議を唱えることはなかった。
薩摩藩の史料『薩藩旧記雑録』に収録された、薩摩藩上方留守居役から国元への報告書によれば、5月7日の天王寺の戦いで政宗は船場口に進軍し、明石全登隊と交戦していた水野勝成勢の神保相茂隊270人を味方討ちにした。相茂は討ち死にし、神保隊はわずか7騎しか残らなかった。このため政宗は上方で笑いものになったという。遺臣らは水野勝成らを通じて政宗に抗議するが、政宗は開き直り「神保隊が明石隊によって総崩れになったため、これに自軍が巻き込まれるのを防ぐため仕方なく処分した。伊達の軍法には敵味方の区別はない」と主張したとある。
この風聞は直後からさまざまな興味と憶測を生み、講談本（『難波戦記』）では休息中の神保隊に有無を言わさずに銃撃を加えたとする説や、手柄を妬んでの味方討ちとする説も書かれている。ただし、政宗がこの事件について咎めを受けた記録はない。2世紀近く後の寛政年間に編纂された『寛政重修諸家譜』では「騎馬の士三十二人雑兵二百九十三人一時に討死にし、相茂も奮戦して死す」と記述されている。
戦後には真田信繁の次男である真田守信、長宗我部盛親の姉妹である阿古姫とその息子・柴田朝意などが伊達家に仕えた。また閏6月には戦功の賞として正四位下参議に任官している。
元和元年9月（1615年）には娘婿松平忠輝が家康の勘気を蒙った。政宗にも召喚が行われるという観測があり、元和2年（1616年）1月から2月頃には、細川忠興は息子細川忠利に内々で戦の準備をするよう申し付けている。イギリス商館長リチャード・コックスも家康と政宗を後ろ盾とした忠輝の間に戦争が勃発しそうであると記述しており、また毛利輝元も将軍秀忠が奥州に出陣するという噂を国元に報告している。伊達家に伝わる『木村宇右衛門覚書』によれば、家康は病気となった後に政宗の悪口を言うようになり、秀忠に奥州出陣の準備を命じた。政宗自身もこの噂を聞いて戦の準備をしていたという。一方で家康は政宗に面会の意向を伝え、政宗は2月22日に駿府城に向かった。政宗と面談した家康は、忠輝が政宗は大坂方に通じていると讒言してきたと語った。対談後、家康は疑いを解き、秀忠のことを守るよう遺命した。後に将軍を辞した秀忠はこのことを政宗に語り、政宗に家光をもり立てるよう遺命したという。
同年4月に家康が亡くなると松平忠輝は改易となり、忠輝に嫁いでいた長女の五郎八姫は離縁して実家へ戻った。しかし8月頃には再び政宗追討の噂が広がっていた。

### 晩年

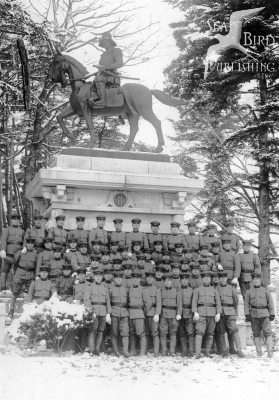
小室達作（初代）伊達政宗騎馬像（仙台市・仙台城本丸、1940年5月撮影）

世情が落ち着いてからは、もっぱら領国の開発に力を入れ、のちに貞山堀と呼ばれる運河を整備した。北上川水系の流域を整理し開拓、現代まで続く穀倉地帯とした。この結果、仙台藩は表高62万石に対し、内高74万5千石相当（寛永惣検地）の農業生産高を確保した。文化的には上方の文化を積極的に導入し、技師・大工らの招聘を行い、桃山文化に特徴的な荘厳華麗さに北国の特性が加わった様式を生み出し、国宝の大崎八幡宮、瑞巌寺、また鹽竈神社、陸奥国分寺薬師堂などの建造物を残した。さらに近江在住の技師・川村孫兵衛を招き、北上川の河口に石巻港を設けた。これにより北上川流域水運を通じ石巻から海路江戸へ米を移出する体制が整う。寛永9年（1632年）より仙台米が江戸に輸出され、最盛期には「今江戸三分一は奥州米なり」と『煙霞綺談』に記述されるほどになる。
元和6年（1620年）の和霊騒動では宇和島藩主になっていた秀宗と対立を起こして幕府を巻き込んだ騒動になり、一時は政宗は宇和島藩返上を幕府へ申し出るほどだったが、後に和解した。政宗は3代将軍・徳川家光の頃まで仕えたが、寛永12年（1635年）に家光が参勤交代制を発布し、「今後は諸大名を家臣として遇す」と述べると、政宗はいち早く進み出て「命に背く者あれば、政宗めに討伐を仰せ付けくだされ」と申し出たため、誰も反対できなくなった。家光は下城する政宗に護身用に10挺の火縄銃を与えた。家光の治世になると、実際に戦場を駆け巡っていた武将大名はほとんどが死去していた中、政宗は高齢になっても江戸参府を欠かさず忠勤に励んだ事から、家光は政宗を「伊達の親父殿」と呼んで慕っていた。時に家光に乞われて秀吉や家康との思い出や合戦の事など、戦国時代の昔話をしたという。
健康に気を使う政宗だったが、寛永11年（1634年）頃から食欲不振や嚥下に難を抱えるといった体調不良を訴え始めていた。寛永13年（1636年）4月18日、母の菩提寺保春院に詣でたのち、昼すぎから北山・経ヶ峯・茂ヶ崎山など城下をめぐる山々を巡歴した。経ヶ峯では、しばらくたたずみ、かたわらに控える奥山常良に向かって、死後はこの辺に葬られたいものだと杖を立てて指示をした。2日後の4月20日に参勤交代に出発した政宗は急に病状を悪化させ、宿泊した郡山では嚥下困難に嘔吐が伴い何も食べられなくなっていた。4月28日に江戸に入った頃には絶食状態が続いたうえ、腹に腫れが生じていた。病を押して参府した政宗に家光は、5月21日に伊達家上屋敷に赴き政宗を見舞った。政宗は行水して身を整え、家光を迎えた。しかしお目見え後に奥へ戻る時には杖を頼りに何度も休みながら進まざるをえなかった。
5月24日卯の刻（午前6時）死去。享年70（満68歳没）。死因は食道噴門癌による癌性腹膜炎であるとされている。「伊達男」の名にふさわしく、臨終の際、妻子にも死に顔を見せない心意気であったという。5月26日には嫡男・伊達忠宗への遺領相続が許された。遺体は束帯姿で木棺に納められ、防腐処置のため水銀、石灰、塩を詰めたうえで駕籠に載せられ、生前そのままの大名行列により6月3日に仙台へ戻った。殉死者は石田将監ら家臣15名、陪臣5名。江戸では7日間、京都では3日間にわたって魚鳥を捕まえることと音曲をかなでることが止められた。
辞世の句は、「曇りなき 心の月を 先だてて 浮世の闇を 照してぞ行く」。

## 人物・逸話

### 「独眼竜」の由来
伊達政宗が「独眼竜」のあだ名で呼ばれるのは、江戸時代後期の儒学者・頼山陽の賦した漢詩にまで遡る。山陽の没後、天保12年（1841年）に刊行された『山陽遺稿』に収められた「詠史絶句」15首の一つに、政宗に題をとったものがある。天保元年（1830年）の作とされている。
槊を横たふる英風独りこの公
肉髀裏に生じて軍鋒をおさむ
中原もしいまだ雲雨収まらずんば
河北すべて帰せん独眼龍
（出典）
伊藤靄谿注釈『山陽遺稿詩注釈』書藝界、1985年
頼成一・伊藤吉三訳注『頼山陽詩抄』岩波書店〈岩波文庫〉、1944年
「独眼龍」は、もともと中国の唐王朝末期、各地に割拠した軍閥の首領の1人で、その中でも軍事的に最強と謳われた李克用の綽名である。例えば『資治通鑑』巻第255に「諸将みなこれを畏る。克用一目微眇なり。時人、これを独眼龍と謂う」とある。ただし、漢字の「眇」には「片方の目が見えない」という意味と「一方の目が他方よりも小さい」という意味とがあり、李克用がどちらであったかははっきりしない。隻眼の伊達政宗をあえて李克用になぞらえたのは山陽の詩的独創に属する。
起句の「槊」は「ほこ（矛）」であり、魏の曹操が赤壁の戦いを前にして陣中で武器を小脇に挟んで詩を賦したという伝説に基づき、北宋の蘇軾が『前赤壁賦』で「釃酒臨江、横槊賦詩、固一世之雄也」と詠い、一代の英雄として讃えたことを踏まえる。曹操に匹敵するほどの文武両道に秀でた英雄は、日本では政宗だけだというのである。
承句は、同じく三国志の英雄劉備の「髀肉の嘆」の故事を踏まえたもので、そんな英雄政宗も平和の訪れとともに軍を収め、体がなまったことを嘆くようになったことをいう。
転句の「中原」は黄河中流域を指し、唐の首都長安・副都洛陽を含む地域であり、古代殷王朝・周王朝以来、中華文明の中心地として栄えた地である。当時は、李克用の終生の仇敵である軍閥朱全忠の支配下にあった。朱全忠はのちに唐王朝から帝位を奪い、自らの王朝後梁を樹立する。ここでは政治・経済・文化の中心地として、日本の近畿地方の比喩となっている。「雲雨」は戦乱の比喩である。龍が姿を現わすときには、雲を踏まえ雨をもたらすことも踏まえている。
結句の「河北」は現在の河北省の地ではなく、漠然と黄河の北側の地域をいい、李克用の本拠地晋陽（現・山西省太原市）が中原に対して黄河の北方にあったことを指す。ここでは日本の東北地方の比喩である。中原の戦乱が終息しなければ、つまり、織田信長や羽柴秀吉による天下統一事業があれほど急速に進展しなかったならば、東北地方全域が政宗の支配下に入っていたに違いないと、山陽は政宗が「遅く生まれてきた」ことを惜しんでいるのである。

### 眼帯の由来

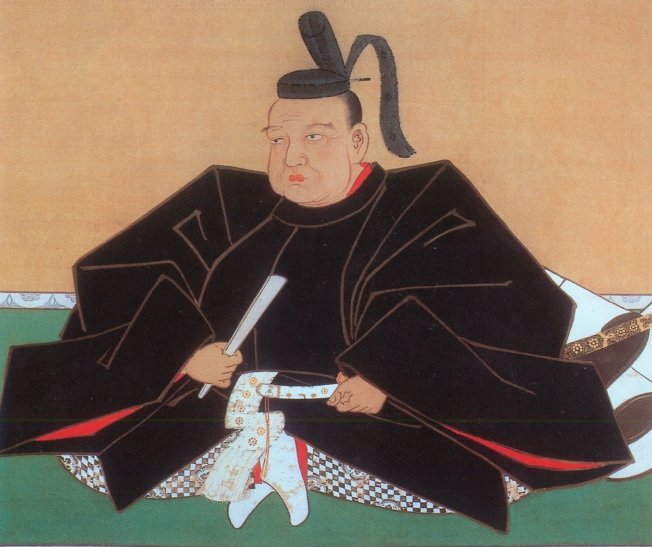
伊達政宗肖像（狩野安信作、仙台市博物館所蔵品）。政宗の遺言に従って両目を開いた状態で描かれている。

政宗の肖像において、天然痘で失明した右目は白濁して見開いており、健全な左目はより大きく見開いている。政宗の生前の希望に従い、右目を黒く描く肖像もある。また、「たとえ病で失ったとはいえ、親より頂いた片目を失ったのは不孝である」という政宗の考えから、死後作られた木像や画にはやや右目を小さくして両目が入れられている。
片目の像として著名なものとしては、松島の瑞巌寺に秘蔵されている伊達政宗像がある。この像は、承応元年（1652年）、政宗の17回忌にあたり、真影の滅びるのを憂えた夫人陽徳院が京都の仏師に命じて作らせ、瑞巌寺に安置させたものである。
通俗的なイメージでは、政宗は眼帯をつけていることが多く、彼のシンボルともなっているが、実際のところ当時の史料には政宗が目を覆っていた様子はない。政宗役の俳優が演技時に刀鍔型をした眼帯などで右目を覆う慣習は、古くは1942年の映画『獨眼龍政宗』において始まっている。1959年の映画『独眼竜政宗』では、豊臣秀吉の送った暗殺団の矢を右目に受けて重傷を負った設定とされている。
近年では右目を覆わない作品もあるが、創作において刀鍔型の眼帯は政宗の代名詞となっており、2016年のテレビドラマ『真田丸』では時代考証を重視しつつも｢誰だか分からない｣として白い包帯という折衷案を採用した。

### 政宗の転生伝説
伊達政宗が隻眼の行者・満海上人の生まれ変わりであるという伝説は、政宗の存命中の慶長末年のころ、遅くとも慶長19年（1614年）には知られていた。

### 弟との確執
江戸時代に仙台藩第4代藩主・伊達綱村（政宗の曽孫）が作らせた『伊達治家記録』には、小田原参陣前に兄の最上義光にそそのかされた義姫によって毒殺されそうになり、義姫を成敗する代わりに弟の伊達小次郎を斬殺したため義姫は実家に逃走したと書かれており、これが通説となっていた。しかし実際には義姫はその後も伊達家にとどまっており、政宗の朝鮮出兵の頃から母子は親しく手紙のやりとりをしている。義姫が実家の山形城へ突如出奔したのはこの4年後であることが一次史料からすでに明らかになっている（詳細は義姫参照）。この「毒殺未遂事件」の正体は、反政宗派一掃のための狂言説もある。

### 徳川家への忠誠
三代将軍家光は京都の二条城へと参上する際、御三家でも許されなかった紫の馬の総を伊達に与えた。政宗が病床についた際は、医者を手配したうえで江戸中の寺社に快癒の祈祷を行わせ、死の3日前には家光自らが見舞いにきた。政宗が亡くなると、父・秀忠が死んだときよりも嘆き入り、江戸で7日、京都で3日の間殺生や遊興が禁止された。
寛永5年（1628年）3月12日、政宗は徳川秀忠を仙台藩江戸屋敷に招待して供応した。このとき、政宗自らが秀忠の前に膳を運んだが、そのとき秀忠側近の内藤正重が、「伊達殿に鬼見（毒見）をしてほしい」と声をかけた。政宗はこれに対して、「外記（正重）言はれぬ事を被申候。政宗程の者が御成を申自身御膳を上るうへ。おにする（毒見する）所にてはなきぞ御膳に毒を入るるは、早十年前の事なり十年前にも。日本の神かけて毒などにて。殺し奉るべきとは夢々思はぬぞ。一度は乗寄てこそとは思ひ候」と激怒して返答したと、『政宗公御名語集』に記されている。つまり、10年前なら、（徳川幕府の基盤がまだ磐石ではなかったため）謀反を起こす気もあったが、そのときでさえ、この政宗は毒殺などというせせこましいことはせず、一槍交えて戦おうとしただろうと正重を厳しく叱責しているのである。

### ヨーロッパでの名声
支倉常長はエスパーニャとの軍事同盟交渉のとき、スペイン国王フェリペ3世に対して、「政宗は勢力あり。また勇武にして、諸人が皆、皇帝となるべしと認める人なり」と発言している。支倉常長はローマ教皇にも謁見した。この時代の日本人がローマ教皇に謁見した史実は、日本の外交史の中で特筆される実績である。
慶長遣欧使節が一時滞在したスペインのコリア・デル・リオとその周辺には、「日本」を意味する「ハポン」を姓として名乗る住民が800人ほどおり、慶長遣欧使節の武士の末裔ではないかとも言われている。

### 天下取りの野望

柳原義達作「伊達政宗公平和像」（大崎市・岩出山城、2010年10月撮影）

軍記物『東奥老子夜話』によれば、政宗は幕府軍と天下を賭けて戦うことになった場合を想定し、「仙台御陣の御触に付御内試」という、幕府軍との決戦に備えた図上演習、すなわち作戦立案をしていたとされる。具体的には、名取川を人為的に決壊させて仙台平野を水浸しにし、水を避ける幕府軍を、仙台城の建つ青葉山、近隣の大念寺山、八木山におびき寄せて山岳戦を仕掛ける。奥州米流通で蓄えた豊富な資金をバックに浪人を傭兵化、組織化し、疲弊した幕府軍を江戸へと追撃し、勝利するというものであった。
明治時代以降には慶長遣欧使節派遣はスペインと連携した幕府転覆の陰謀であるという説や、大久保長安事件と絡めた幕府転覆の陰謀に関与していたという説がしばしば発表されている。

### 信仰
師である臨済宗妙心寺派の高僧・虎哉宗乙の影響を受け、妙心寺塔頭・蟠桃院の大檀越となったほか、虎哉の勧めを受けて松島の円福寺を再興して瑞巌円福禅寺（瑞巌寺）と改称し、同寺は伊達氏の庇護の下、江戸時代を通じて繁栄した。大仙寺で戦勝を祈願し、実際に勝利を得たため号を全勝寺と改めさせたという。後に綱宗が養母の振姫にちなみ孝勝寺と改めている。

### 趣味・趣向
様々な趣味を持ち、太平の世になるとこれらに傾倒し晩年は1日たりとも無駄に過ごすことがない程だったことから、後世では文化人としても評価されている。

#### 料理
当初は兵糧開発が主眼であり、岩出山名物の凍り豆腐と納豆は政宗の研究の末に開発されたものであった。仙台城の築城に際し味噌を製造するため城内に『御塩噌蔵（ごえんそぐら）』を建て、筑紫国から職人を呼び寄せたのが仙台味噌の始まりとされる。
戦国の世が終わると兵糧の需要は少なくなったが、美食を極めることに目的を変えて料理研究を続けた。
『政宗公御名語集』には「馳走とは旬の品をさり気なく出し、主人自ら調理して、もてなすことである」という政宗の料理観が残されている。この金言は和・洋・中を問わず後世の多くの料理人に感銘を与え、伊達家御用蔵が母体となっている宮城調理製菓専門学校のほか、服部栄養専門学校などでも校訓に引用されている。こうした料理に対する政宗の情熱から、今日の仙台名物が政宗の考案によるものだとする説がある。笹かまぼこが代表例だが、笹かまぼこについては、宮城県水産試験場の資料では江戸時代中期に生まれたものとされている。
酒も大変好んでおり、柳生宗矩に紹介された職人を招き仙台城に酒の醸造所（御酒屋）を建てるなどしたが、本人は酒が強くなかったらしく、二代将軍秀忠との面会の約束を二日酔いが原因で反故にした（当人は仮病を装った）、将軍・徳川家光の御前で酩酊し眠りこけたなど、酒に纏わる失敗談が多い。

#### 芸事
若年から習っていた能に傾倒しており、奥小姓を太鼓の名人に弟子入りさせたほか、自身も豊臣秀吉や徳川家光の前で太鼓を打つなどしている。役者に扶持を与えるなどしており晩年、能に使用した費用は年間3万石あまりに及んだという。喜多七太夫長能の閉門を回避するために尽力するなどしたが、出来が悪かったとして帰った役者を連れ戻してやり直しを命じるなどトラブルも起こしている。
秀吉が吉野で歌会を開き武将達はそれぞれ詩歌を詠んだとき、政宗がもっとも和歌に精通し優れていた。この5首は直筆で残している。詩才に関して、司馬遼太郎は短編小説『馬上少年過ぐ』の中で、「歴史上高名な武将のものとしては古代中国の曹操にも比肩すべきものとしており、政治家としての側面にはその詩心が反映されていないことも二人の共通点である」としている。
茶の湯に傾倒しており、古田織部に学んだ茶人でもある。晩年は、将軍秀忠・家光の茶会に相伴した。
香も嗜んでおり、直筆の聞香記録を残している。
漢詩にも精通しており、特に晩年に残した『酔余口号』が有名である。
前半の三句は「若いころは馬に乗って戦場を駆け抜けたが、世は太平になり自分にも白髪が増えた。天に与えられた余生が残ってはいるが」と解釈できるものの、最後の句は「楽しまずんば是いかん（これを楽しまずしてどうしようか）」あるいは「楽しまずして是を如何にせん（楽しいとは思えないのはどうしたことか）」とまったく違う2通りの訓みと解釈ができる。政宗自身がどちらともとれるように作った可能性もあるが、政宗の残した大きな謎となっている。

#### 美術
桃山文化を好んでおり、建築や甲冑（仙台胴）に影響が見られる。
書に関しては祐筆に頼らず自筆で書くことも多かった。公式な文章の他、家臣への連絡や礼状・趣味の記録など多数の書が現代にも残っている。花押はセキレイであるが目の部分に針で穴を開けており、一揆を煽動した証拠とされる密書の花押に穴が無いと主張し、秀吉に偽書だと認めさせた。なお書に秀でていたことから、相手との関係によって複数の花押を使い分けており真相は不明である。秀吉と初めて対面した際の様子を家臣に知らせる手紙では花押を間違ったと訂正を書いている。
絵に関しては政宗作とみられる作品が2022年までに2点確認されている。
- 「梅ニ雀」 - 2015年に塩釜市の旧家に保存されていることが判明[76][77]。
- 「達磨図」 - 1933年に刊行された東北遺物展覧会の図録によると「清嶽生家伊庭氏旧蔵」とされ、出品者は大槻茂雄（大槻文彦の養子）となっている[76]。1928年に仙台市で開かれた東北遺物展覧会に出品されたが、その後行方不明となり、2022年に約90年ぶりに発見された[76]。

日本刀に関しては燭台切光忠・大倶利伽羅広光・鎺国行・黒ん坊切景秀など様々な名刀を蒐集した他、お抱えの刀工・初代仙台国包 を越中守正俊に学ばせるなど力を入れていた。単なる美術品ではなく伊達家の象徴や献上品など、政治的な意味合いを有する物として扱っていたとされる。

#### 健康法
朝は、前夜のうちに宿直の坊主衆に知らせておいた時刻にしたがって起床した。その前に目覚めても、時刻を知らされるまで床に就いているのが常であった。また逆に「七ツ」と指定しながら起きられないときには、「いま半刻過ぎてから起こすように」とか「明六ツまで寝かせよ」などと、そのつど起床の指示を改めて与えたとされる。当主としての家臣への思い遣りに加え、眠気に任せて起床時間を微調整するという心得は、無理な早起きを避けて疲労回復を優先したもので、政宗の几帳面さがいたずらに硬直したものでなく、柔軟に発揮されていたといえる。
喫煙者で、毎日起床後・昼・睡眠前と、規則正しく3回煙草を吸っていた。遺品に、愛用の煙管（キセル）がある。

### 伊達政宗五常訓
明治時代以降、伊達政宗の遺訓とされるものが俗説として流布している。
これらは幕末から明治にかけて水戸光圀・林子平などの遺訓とされ、伊達政宗の遺訓としては明治27年の『好古叢誌』第三編八の巻漫録「仙台黄門政宗卿遺訓」が初出だが、伊達氏に関連する史料の中にその根拠となるものは見当たらないという。

### 浅野長政との関係
伊達氏は輝宗の在世中から富田一白を通じて豊臣政権と連絡を取っていたが、天正18年の小田原参陣以降は浅野長政を中心とするようになった。文禄2年には長政が正式な取次となっている。しかし、政宗は長政に非常に不満を抱いており、政宗から長政への「絶縁状」とされるものが残されている。文禄5年のものと推定される8月14日付の書状は、朝鮮や秀次事件等での長政の仕打ちや、蒲生氏郷・木村吉清といった政宗と不仲な人物と懇意にしていることを理由に、お互いに尋ねることや取次などをして貰う必要はないとしたものである。
この書状は伊達家に伝来するものであるが、当時は文案が差出人のもとに残ることは珍しいことではないため、この書状は実際に長政のもとに渡されたものであると見られている。しかし堀越祐一は「取次」は豊臣政権側が任じる役目であるから政宗側で解任することはできず、豊臣政権に危険視されていた政宗が取る行動としてはあまりに危険であるため、絶縁状は実際には出されていないと見ている。なお、江戸幕府成立後には政宗と長政は書状のやり取りを行っており、少なくともこの時期には「絶縁」状態ではなかったとみられる。

### その他
- 伊達邦宗（政宗の直系子孫）が著した『伊達家史叢談』に、明治天皇が政宗を「武将の道を修め、学問にも通じ、外国の事情にも思いを馳せて交渉を命じた。文武に秀でた武将とは、実に政宗のことである」と評したと記されている。
- 文禄の役で持ち帰ったと伝えられる梅の木が仙台市の宮城刑務所内（若林城跡）に現存し、国の天然記念物に指定されている（古城の朝鮮ウメ）。
- 経ヶ峰歴史公園の「臥龍梅」は、昭和54年（1979年）の瑞鳳殿再建に際して若林城跡から移植したものである。政宗が大悲願寺13世海誉の弟子として在山していた弟・秀雄の元を訪れたときに、庭にあった白萩を気に入って所望し、かわりに臥龍梅を大悲願寺に贈っている（「追って曽掛に候へ共、折節に任せ、小袖壱重ね進め候。以上。態飛脚を以って申し入れ候。先度は参り、会面を遂げ本望に候。仍無心の申す事候へども、御庭の白萩一段見事に候き、所望致し候。先日は申し兼ね候て罷り過ぎ候。預候はば恭かるべく候。猶後音を期し候。 恐惶謹言 松平陸奥守 八月廿一日 花押 彼岸寺御同宿中」）。
- 明和7年（1770年）に仙台藩士・飯田道時が著した軍記物『伊達秘鑑』には、政宗のもとには離間・扇動工作に従事した黒脛巾組という忍者集団がいたとしている。黒脛巾組関連の人物名には実在の伊達家臣の名が借用されているが、一級史料には黒脛巾組という名称や類似の集団の記述は見当たらない。
- 政宗の幼名にちなんだ梵天丸茄子という小型種の茄子がある。米沢市農協が中心となって窪田茄子と仙台長茄子を交配させて開発した品種で、病気に強く品質がよいと言われており、漬けると色鮮やかな青になる。米沢では夏の風物詩としてよく家庭などで作られる。
- 2018年のミス・ワールド日本代表に選ばれた伊達佳内子は政宗の直系21代目の末裔（血統上は加藤光泰の男系子孫である）[88]。
- 前後に長い、コーカソイドのような頭蓋骨の持ち主だった[89]。
- 多くの書状を書いたため、現代でも約2000点が現存している[90]。
- 2022年1月から2月14日にかけて島根県立古代出雲歴史博物館で開かれた猫をテーマにしたミニ企画展で、政宗が江戸幕府の伝達役である野々村四郎右衛門に宛てて、譲って貰った仔猫をベタ褒めし、礼を述べる書状が初公開された[91]。現存する政宗書状の中で政宗が猫について書いたものはこの一点だけである[90]。
- 『常山紀談』直江兼続が事[92]。によると伏見城にて諸大名幾らも並いたる中に、伊達政宗は懐の中より、金銭を取り出し人々に見せた。金銭を使い始めた頃だったため珍しいと持て囃されたという。兼続が末席に座っていたので見られよと渡すと、兼続は扇の上に金銭を置き打ち返したという[93]。
- 『常山紀談』氏郷伊達の刺客を免されし事によると政宗は清十郎という16歳の少年を、秀吉の臣下となった後に自身の旧領に配された蒲生氏郷の家臣の元に小姓として奉公させる形でスパイ活動を行わせ、隙をうかがい氏郷を暗殺させようとした。しかし、清十郎が父親に送った手紙が関所の検閲にかかったことで事態が露見することとなり、清十郎は投獄された。氏郷は命を捨てて主命を遂行しようとした清十郎の忠義に感服し、その忠勤を賞賛して罪を赦し伊達家へ返したと伝わる[94]。
- 仙台とその近郊で作られる「松川だるま」は政宗に配慮して初めから両目とも描かれた状態で販売される[95]。
- 御落胤事件あり。 享保6年（1721年）、国分荘七北田の国分盛春（川村玄硯）という医者が、盛重と国分盛廉の娘の男児、盛廉の娘に仕えた女性が伊達政宗の妾となって生まれた落胤双方の血を引く（つまり政宗の孫で盛重の曽孫）と名乗り出て証拠となる物を提示し、仙台藩に相応の扶持を求めた。 藩は十数年の詮議の末、これを偽者と結論づけ、磔刑、親族らも遠島に処した（『伊達治家記録』）。
- 宮城県や仙台市では、宮城スタジアムのアーチや仙台市交通局2000系電車の先頭車の前面など、政宗が兜の前立に用いた弦月を意匠に取り入れる例がある。

## 官位履歴
- 天正13年（1585年）閏8月 - 従五位下美作守に叙任[注 11]。
- 天正14年（1586年） - 左京大夫に転任。
- 天正19年（1591年）3月 - 侍従に遷任し、越前守を兼任。羽柴の苗字を関白豊臣秀吉から授かる[35]。
- 慶長2年（1597年） - 従四位下に昇叙し、右近衛権少将に転任。越前守如元。
- 慶長13年（1608年）1月 - 陸奥守を兼任。越前守任替。松平の苗字を第2代将軍徳川秀忠より授かる[40]。
- 元和元年（1615年）閏6月19日 - 正四位下に昇叙し、参議に補任。ただし、参議は同年中に辞職。
- 寛永3年（1626年）8月19日 - 従三位権中納言に昇叙転任[注 12]。
- 明治34年（1901年）11月8日 - 贈正三位[96]。
- 大正7年（1918年）11月18日 - 贈従二位。

## 居城
伊達一族は昔から良く本拠地を移転しているが、政宗の時代は領国の拡大や豊臣・徳川政権との関係で最も移転が多い。
1. 米沢城（山形県米沢市） - 天正12年（1584年）〜天正17年（1589年）
2. 黒川城（福島県会津若松市） - 天正17年（1589年）〜天正18年（1590年）
3. 米沢城 - 天正18年（1590年）〜天正19年（1591年）
4. 岩出山城（宮城県大崎市） - 天正19年（1591年）〜慶長5年（1601年）
5. 仙台城（宮城県仙台市青葉区） - 慶長5年（1601年）〜寛永4年（1627年）
6. 若林城（宮城県仙台市若林区） - 寛永4年（1627年）〜寛永13年（1636年）

## 系譜
- 正室：愛姫（田村清顕の娘。陽徳院）
- 側室：飯坂の局（飯坂宗康の次女。松森御前、猫御前）
- 側室：新造の方（出自不詳）
- 側室：祥光院（出自不詳）
- 側室：天渓院（於山方）（柴田宗義の娘）
- 側室：荘厳院（柴田信恒の娘）
- 側室：法性院（勝女姫）（多田吉広の娘）
- 側室：本寿院（妙伴）（村上正重の娘）

### 男子
- 長男：伊達秀宗 - 宇和島藩初代藩主。
- 次男：伊達忠宗 - 仙台藩第2代藩主。
- 三男：伊達宗清 - 飯坂宗康の養子。吉岡伊達家当主。
- 四男：伊達宗泰 - 岩出山伊達家初代当主。
- 五男：伊達宗綱 - 岩ヶ崎伊達家初代当主。
- 六男：伊達宗信 - 岩ヶ崎伊達家第2代当主。
- 七男：伊達宗高 - 田手宗実の養子。村田伊達家当主。
- 八男：竹松丸 - 早世
- 九男：伊達宗実 - 伊達成実の養子。一門・亘理伊達家第2代当主。
- 十男：伊達宗勝 - 一関藩主。

### 女子
- 長女：五郎八姫 - 松平忠輝室、忠輝改易後に離縁。
- 次女：牟宇姫 - 石川宗敬室。
- 三女：岑姫 - 伊達宗実室。
- 四女：千菊姫 - 京極高国室。

### 愛妾
- 香の前（高田治郎右衛門の娘。もと豊臣秀吉の愛妾だったが秀吉から拝領、後に茂庭綱元に下げ渡される[97]）
  - 落胤：津多 - 系譜上の父は茂庭綱元。原田宗資室。原田宗輔母。
  - 落胤：亘理宗根 - 系譜上の父は茂庭綱元。亘理重宗婿養子、栗原郡高清水城主。

## 家臣
- 伊達成実
- 石川昭光
- 留守政景
- 亘理元宗
- 亘理重宗
- 桜田元親

- 国分盛重
- 村田宗殖
- 小梁川盛宗
- 桑折宗長
- 石母田景頼
- 木村宇右衛門

- 岩城政隆
- 片倉景綱
- 茂庭綱元
- 白石宗実
- 原田宗時
- 田手宗実

- 後藤信康
- 鈴木元信
- 屋代景頼
- 泉田重光
- 遠藤宗信
- 黒木宗俊

- 津田景康
- 大内定綱
- 猪苗代盛国
- 山岡重長
- 支倉常長
- 大町元頼

- 石田與純
- 川村重吉
- 浜田景隆
- 山口常成
- 中島宗求
- 富塚宗綱

## 墓所・遺品

### 墓所

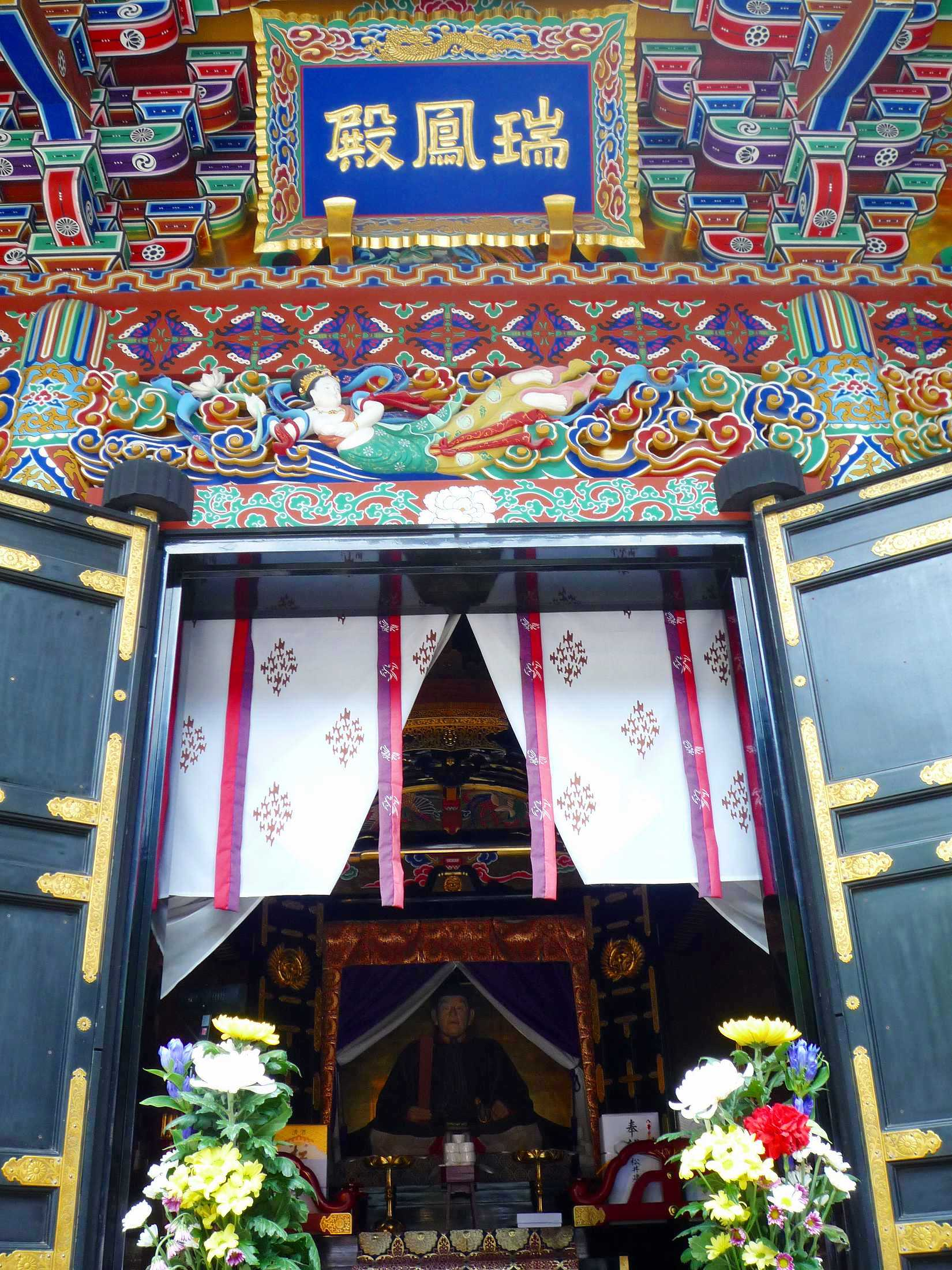
瑞鳳殿に安置されている政宗の木像。普段、扉は閉じているが、政宗の命日（5月24日）など年に数回開帳され、木像を拝むことが出来る。

墓所は、仙台市青葉区霊屋下の瑞鳳殿（ずいほうでん）。その他、位牌が若林区荒町の昌傳庵と松島町の瑞巌寺と京都府京都市妙心寺塔頭蟠桃院にあり、神として青葉区青葉町の青葉神社に祀られている。また、供養墓が他の大名などと同様に高野山奥の院にある。
瑞鳳殿は政宗の死後、伊達忠宗によって寛永14年（1637年）10月に建立された。昭和6年（1931年）に旧国宝に指定されたが、昭和20年（1945年）の戦災で焼失し、現在の瑞鳳殿は昭和54年（1979年）に仙台市により再建されたものである。
再建に先駆けて、昭和49年（1974年）には発掘調査が行われ、遺骨の学術的調査から身長は159.4センチ（当時の平均的身長）であることや、 遺骸毛髪から血液型がB型であることが判明した。歯周病により上あごの左右の犬歯以外はすべて抜け落ちていた。天正17年（1589年）に米沢で落馬し、骨折したときのものと思われる左腓骨の骨折の跡も見つかった。また、副葬品として太刀・具足・蒔絵を施した硯箱・鉛筆・懐中日時計兼磁石・懐中鏡・煙管・銀製ペンダント・黄金製のブローチ（ロザリオ）など、30点あまりが確認されている。

### 遺品
- 黒漆五枚胴具足（仙台市博物館所蔵） - 前立てに大きな弦月の付いた漆黒の鎧兜[100]

## 伊達政宗を主題とした作品
小説
長編小説
- 『伊達政宗』（著者：山岡荘八）
- 『伊達政宗』（著者：海音寺潮五郎）
- 『伊達政宗』（『風雲独眼竜』）（著者：井口朝生）
- 『伊達政宗』（著者：永岡慶之助）
- 『伊達政宗』（著者：鷲尾雨工）
- 『圖南の豪雄 伊達政宗』（著者：菅原兵治）
- 『独眼龍政宗』（著者：津本陽）
- 『独眼竜政宗』（著者：早乙女貢）
- 『独眼竜 政宗』（著者：松永義弘）
- 『独眼竜伊達政宗』（著者：西野辰吉）
- 『独眼龍伊達政宗』（著者：水野泰治）
- 『戦う政宗』（著者：星亮一）
- 『竜の見た夢』（著者：羽太雄平）
- 『独眼竜の涙』（著者：赤木駿介）
- 『政宗の娘』（著者：岩城希伊子）
- 『伊達政宗とその武将たち』（著者：飯田勝彦）
- 『臥竜の天』（著者：火坂雅志）
- 『伊達政宗』（著者：江宮隆之）
- 『覇王 独眼龍政宗』（著者：沢田黒蔵）

短編小説
- 『奥羽の二人』（著者：松本清張）
- 『馬上少年過ぐ』（著者：司馬遼太郎）
- 『武家盛衰記 伊達陸奥守政宗』（著者：南條範夫）
- 『頂戴致す』（『戦国武将伝 東日本編』収録、著者：今村翔吾）

読本系小説
- 『伊達政宗 物語と史蹟をたずねて』（著者：竹内勇太郎）
- 『秀吉・家康を翻弄した男 伊達政宗』（著者：長谷川つとむ）
- 『伊達政宗―知られざる実像』（『史伝 伊達政宗』）（著者：小和田哲男）

子供向け伝記
- 『戦国をかける独眼竜 伊達政宗』（著者：浜野卓也）
- 『嵐の中の日本人 シリーズ14 伊達政宗』（著者：松永義弘）
- 『伊達政宗読本』（著者：伊達政宗読本編集委員会）

映画
- 『伊達政宗』（1912年、エム・パテー商会）
- 『伊達政宗』（1915年、日活京都、主演：尾上松之助（2代目））
- 『伊達政宗』（1919年、天活、主演：澤村四郎五郎 (5代目)）
- 『獨眼龍政宗』（1942年、大映京都・キネマ倶楽部、監督：稲垣浩、主演：片岡千恵蔵）
- 『独眼竜政宗』（1959年、東映京都、監督：河野寿一、主演：中村錦之助）

テレビドラマ
- 『独眼竜政宗』（1987年、NHK大河ドラマ、原作：山岡荘八、脚本、ジェームス三木、主演：渡辺謙）
- 『独眼竜の野望 伊達政宗』（1993年、東映・ANB、原作：山岡荘八、主演：高橋英樹）
- 『愛と野望の独眼竜 伊達政宗』（1995年、東映・TBS、主演：柴田恭兵）
- 『臥竜の天〜伊達政宗・独眼竜と呼ばれた男〜』（2013年、BS-TBS、主演：椎名桔平）

アニメ
- 『政宗ダテニクル』（声：村瀬歩）2016年のアニメ作品および2021年の劇場アニメ作品。福島県伊達市のご当地アニメとしてガイナが制作。

漫画
- 『伊達政宗』（原作：山岡荘八、著者：横山光輝）
- 『戦国武将烈伝 伊達政宗』（著者：永井豪&ダイナミックプロ）
- 『学研まんが人物日本史 伊達政宗』（漫画：ムロタニツネ象）
- 『政宗さまと景綱くん』(著者：重野なおき)
- 『独眼竜政宗』(著者：千葉真弓)

雑誌
- 『歴史群像シリーズ19 伊達政宗【独眼竜の野望と咆哮】』（学研）
- 『歴史群像シリーズ【戦国】セレクション 伊達政宗【炯眼独眼竜の雄材大略】』（学研）
- 『歴史クローズアップ人物 伊達政宗 最後の戦国大名独眼竜の実力と野望』（世界文化社）
- 『歴史を作った先人たち 週刊日本の100人 No.007 伊達政宗』（DeAGOSTINI）

楽曲
- 『御藩祖をどり』（1935年、中山晋平作曲、西條八十作曲。1935年の「政宗公三百年祭」に際して仙台市長の依頼で作られたが、歌詞にある「玉座」の語が不敬とされて一度きりの演奏で発禁となった。2017年に復元された）[101][102]
- さくらゆき『飛翔』（摺上原の戦いを描いた曲。作詞：遠野ゆき、作曲：田中俊輔）

ゲーム
- 『戦国BASARA』（声 - 中井和哉） - シリーズとしての主役の一人。TVと劇場版でアニメ化されたほか、2009年の宮城県知事選挙のイメージキャラクターとして採用された。
- 『戦国無双』（声 - 檜山修之）
- 『独眼竜政宗』（1988年、ファミリーコンピュータ、制作：ナムコ）
- 『独眼竜政宗』（ウォー・シミュレーションゲーム、ツクダホビー、後にゲームジャーナルより再版）
- 『独眼竜政宗 カラクリ城ゲーム』（ヨネザワ）
- 『戦刻ナイトブラッド』（声 - 梅原裕一郎）

舞台
- 「ミュージカル『刀剣乱舞』鶴丸国永 大倶利伽羅 双騎出陣「春風桃李巵」

2022年8月7日-9月4日 東京·大阪公演。（伊達政宗 ｰ 岡幸二郎）